# Juicy J
Джордан Майкл Хьюстон (англ. Jordan Michael Houston; род. 5 апреля 1975, Мемфис, Теннесси, США), более известный под псевдонимом Juicy J - американский рэпер, продюсер, один из основателей хип-хоп группы Three 6 Mafia. Приходится младшим братом рэп-исполнителю Project Pat.

## Карьера

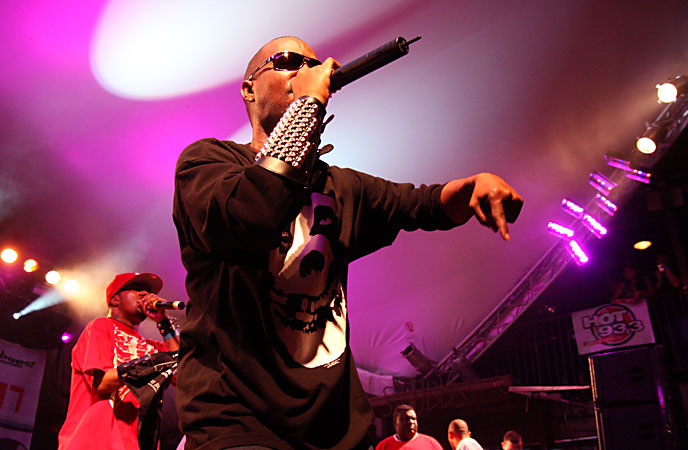
Juicy J на выступлении в 2004

### 1991—2009: начало карьеры с группойThree 6 Mafia
В 1991 Juicy J был одним из основателей группы, в настоящее время известной как Three 6 Mafia. Наряду с DJ Paul и Lord Infamous, рэперов Crunchy Black, Gangsta Boo и Koopsta Knicca позже присоединился к группе. Как и DJ Paul, рэпер начинал свой творческий путь с лейблом Prophet Entertainment, который он покинул в 1994.
В 1995 году группа выпустила свой первый официальный альбом под названием Mystic Stylez. 2 июля 2002 года Juicy J выпустил свой дебютный альбом "Chronicles of the Juice", изданный лейблом North North Records.
Исполнитель, вместе с DJ Paul, Crunchy Black и Frayser Boy  в 2006 году  выиграл премию Американской киноакадемии за лучший трек «It’s Hard out Here for a Pimp», на 78-й церемонии был вручен "Оскар". 16 июня 2009 года его второй студийный альбом "Hustle Till I Die"  был выпущен лейблами Hypnotize Minds и Select-O-Hits.

### 2010 — наст. время: Taylor Gang, Stay Trippy и The Hustle Continues
С 2009 по 2011 год, Juicy J ушел из Three 6 Mafia, сосредоточившись на своей сольной карьере. За это время он часто сотрудничал с Wiz Khalifa, появляясь на его микстейпах и выпуская сольные, включая "Blue Dream & Lean". В декабре 2011 года Juicy J подтвердил слухи о нем, как новом члене лейбла Taylor Gang Wiz Khalifa. Он также объявил себя совладельцем и представителем A&R отдела.
В сентябре 2012 года Juicy J подписал контракт с Columbia Records и Dr Luke Kemosabe Records. В ноябре 2012 года артист объявил о своём третьем студийном альбоме "Stay Trippy". Позже добавил, что в качестве гостей в альбоме будут Wiz Khalifa, The Weeknd, Лил Уэйн, 2 Chainz, Nicki Minaj, Chris Brown, Project Pat, Young Jeezy, Yelawolf и Big Sean. В список продюсеров вошли: Lex Luger, Sonny Digital, Mike Will Made-It, De Lure, и Crazy Mike. Альбом был выпущен в 2013 году. 5 августа 2016 года, анонсировал новый альбом под названием "Rubba Band Business", выпущенный осенью 2016 года.

## Дискография
См. «Juicy J discography» и «Juicy J production discography» в английском разделе.
См. также «Three 6 Mafia discography»
- Chronicles of the Juice Man (2002)
- Hustle Till I Die (2009)
- Stay Trippy (2013)
- Rude Awakening (совместно с Wiz Khalifa и TM88) (2016)
- Rubba Band Business: The Album (2017)
- Rubba Band Business: Part 2 (совместно с Lex Luger) (2011)
- Blue Dream & Lean (2011)
- Cocaine Mafia (совместно с French Montana и Project Pat) (2011)
- Smokin Session (2014)
- Stoner's Night (совместно с Wiz Khalifa) (2022)
- Crypto Business (совместно с Lex Luger, Trap-A-Holics) (2022)
- Mental Trillness (2023)
- Mental Trillness 2 (2024)